# لورجيس
لورجيس (بالفرنسية: Lorgies)‏ هي بلدية تقع في إقليم باد كاليه من منطقة نور با دو كاليه في شمال فرنسا. تبلغ مساحة هذه المدينة 6.84 (كم²)، وترتفع عن سطح البحر 21 م، يبلغ عدد سكانها 1499 نسمة حسب إحصاء المعهد الوطني للإحصاء والدراسات الاقتصادية سنة 2009 م. وترأس Anne-Marie Lefebvre البلدية خلال فترة (2008-2014).